# Jo Schlesser
Joseph „Jo” Schlesser (ur. 18 maja 1928 w Liouville, zm. 7 lipca 1968 w Rouen) – francuski kierowca wyścigowy. Uczestnik wyścigowych mistrzostw Francji i trzech wyścigów Formuły 1. Wujek Jeana-Luisa Schlessera.

## Kariera

### Początki
Jo Schlesser był we Francji bardzo popularnym kierowcą. W sporcie zaistniał w 1952 roku wygrywając Rajd Lotaryngii za kierownicą Dyna Panhard. Rok później zaczął ściganie na torach, dojeżdżając do mety wyścigu Monomill les Coupes w Paryżu przed Alfonso Portago. W 1954 roku wyjechał do Madagaskaru i pracował dla Bourroughs. Powrócił do Francji w 1957 roku jako kierowca Mercedesa ścigając się we francuskich wyścigach prowadząc Benza 300 SL. W następnym sezonie Jo przesiadł się do Ferrari 250 GTO żeby walczyć o zwycięstwo w mistrzostwach. Francuz opuścił mistrzostwa przed ich zakończeniem, ale już w następnym sezonie pokazał klasę plasując się na drugiej pozycji za Willym Mairessem. Rok później ukończył wyścig w Rouen na drugiej pozycji i dzięki temu wystartował w 1000-kilometrowym wyścigu na Nürburgringu jako kierowca Ferrari. W 1961 roku, Jo miał ciężki wypadek na pierwszym treningu przed 24 godzinnym Le Mans. Ten wypadek pokrzyżował mu plany.

### Droga do F1
W 1962 roku zasiadł za kierownicę Brabhama i został mistrzem Formuły Junior. Sukces ten powtórzył w 1963 roku. W tym samym roku przegrał pojedynek o zwycięstwo w Rajdzie Korsyki jadąc AC Cobra – Ford. Niedosyt zrekompensowało zwycięstwo w Critérium des Cévennes. W 1964 roku Jo brał udział w różnych próbach wytrzymałościowych dla Forda. W tym czasie startował w Formule 2 i wygrał wyścig na torze Vallelunga. W domowym Grand Prix Francji dojechał do mety jako trzeci.
W 1965 roku wziął udział za kierownicą AC Cobra w 24h Daytona, 12h Sebring i wygrał w Reims. Dzięki genialnej jeździe został mistrzem Francji w wyścigach GT. W 1966 roku Schlesser wszedł do stajni Matra jako kierowca w F2, równocześnie prowadząc Forda GT 40 w wyścigach prototypów. W 1967 roku wygrał 12h Reims prowadząc Forda MkII. Jego partnerem był Guy Ligier.
Schlesser brał udział w Grand Prix Niemiec na torze Nürburgring w latach 1966–1967 jako kierowca Formuły 2 reprezentując barwy zespołu Matra – Cosworth. W 1966 roku Jo dojechał do mety na 10 pozycji w klasyfikacji generalnej i jako trzeci w F2. Rok później nie udało się powtórzyć tego sukcesu, ponieważ już na drugim okrążeniu silnik w jego bolidzie przegrzał się.

## Śmierć
Prawdziwa okazja startu w wyścigu Formuły 1 zbliżyła się do Schlessera w 1968 roku. Zespół Honda postanowił wykorzystać w GP Francji doświadczalny bolid z ramą wykonaną z magnezu i chłodzony powietrzem, oznaczony symbolem RA302. O przetestowanie nowego samochodu poproszony został John Surtees. Anglik stwierdził, że bolid nie jest przygotowany do wyścigu, zaś nowatorskie rozwiązanie jest potencjalną pułapką. Aby przetestować eksperymentalny bolid, Honda do GP Francji na torze Rouen-Les-Essarts zgłosiła lokalnego bohatera – Jo Schlessera, kusząc go wysokim wynagrodzeniem. Nieustraszony, stojąc przed życiową szansą, wspierany przez Honda France zgodził się wystartować.
Do wyścigu Schlesser startował z końca stawki, gdy jego partner John Surtees jadący starszym bolidem walczył o zwycięstwo. Już na drugim okrążeniu doszło do tragedii. Na zakręcie Six Frères Honda RA302 przy dużej prędkości zaczęła ślizgać się jadąc całą szerokością toru, po czym na wyjściu Six Frères feralny bolid uderzył bokiem w skarpę. Uderzenie było tak silne, że silnik eksplodował i cała zawartość baku zapaliła się. Bolid momentalnie objęły płomienie, a 200 litrów paliwa, które miały wystarczyć na 58 okrążeń, zajęły całą szerokość toru a magnezowa karoseria zapaliła się wytwarzając bardzo wysoką temperaturę uniemożliwiając dojście do wraku. Lekka, nowoczesna karoseria wykonana z magnezu bardzo szybko zamieniła się w popiół do końca trzymając uwięzionego kierowcę.
Wypadek wstrząsnął światem Formuły 1. Śmierć Francuza w brutalny sposób pokazała braki w bezpieczeństwie F1. Pomimo tego nie wyciągnięto żadnych wniosków. Budowa karoserii z magnezu nadal była dozwolona i nikt nie przejmował się zabezpieczeniem toru do GP Holandii na torze Circuit Zandvoort, kiedy to w identycznym wypadku zginął czołowy kierowca Piers Courage. Zespół Honda z końcem sezonu wycofał się z Formuły 1.
Przyjaciel Jo Schlessera, Guy Ligier, oddając mu hołd zawsze nazywał swoje bolidy rozpoczynając od liter JS.